# 폴리 리트

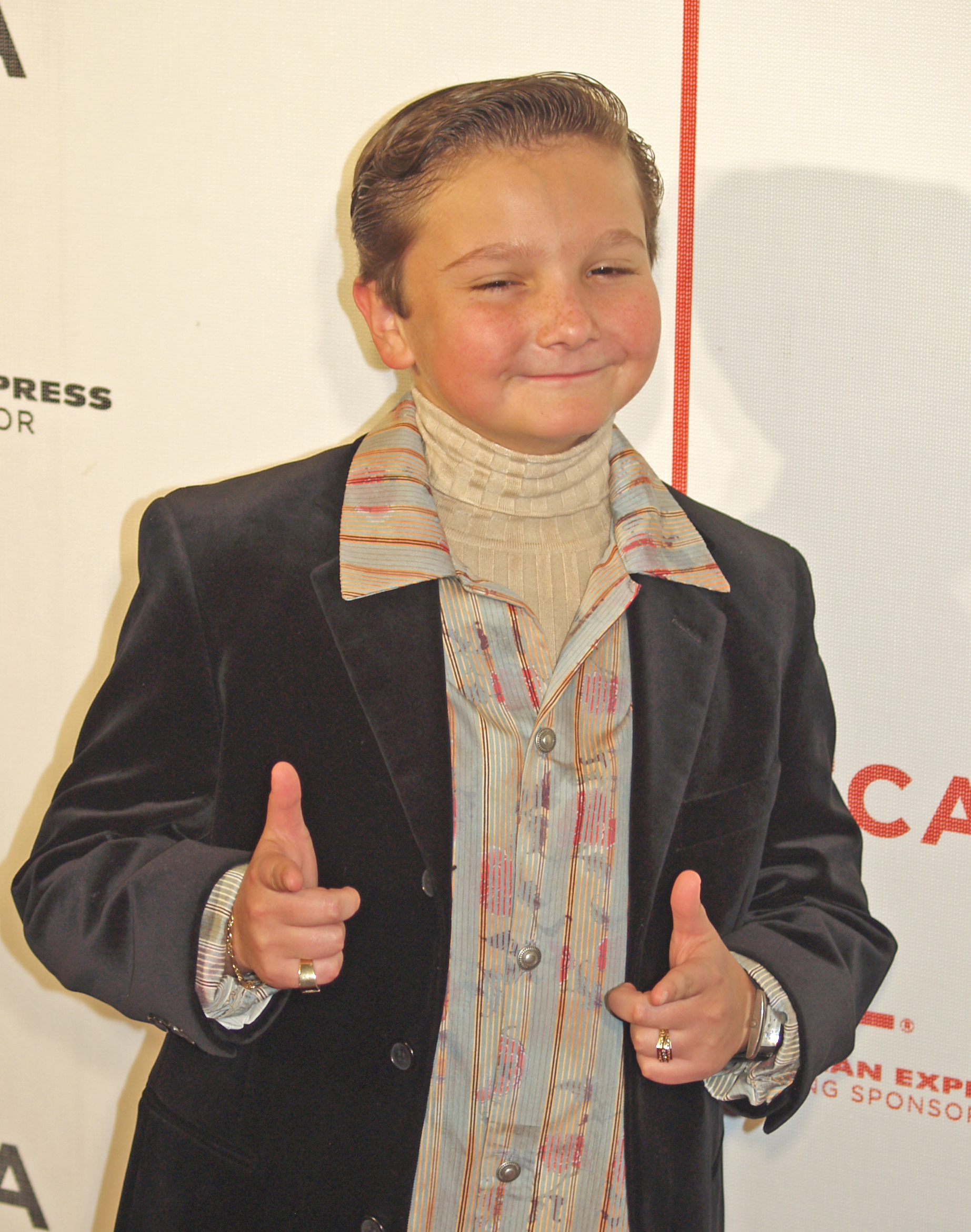

폴리 리트(Paulie Litt, 1995년 4월 17일 ~ )는 미국의 배우이다.
뉴저지주에서 태어났다.

## 출연 작품
- 라이프가드 (2013, The Lifeguard) - 럼피 역
- 다우트 (2008년) - 토미 콘로이 역
- 스피드 레이서 (2008년) - 스프리틀 레이서 역
- 우리 가족 마법사 - 시리즈 (2007년)
- 희망과 신념 (2003년)